# Жмієвко
Жмієвко (пол. Żmijewko, нім. Otterhof) — село в Польщі, у гміні Збічно Бродницького повіту Куявсько-Поморського воєводства.
Населення — 266 осіб (2011).
У 1975-1998 роках село належало до Торунського воєводства.

## Демографія
Демографічна структура станом на 31 березня 2011 року:
|          | Загалом | Допрацездатний вік | Працездатний вік | Постпрацездатний вік |
| -------- | ------- | ------------------ | ---------------- | -------------------- |
| Чоловіки | 133     | 31                 | 92               | 10                   |
| Жінки    | 133     | 36                 | 72               | 25                   |
| Разом    | 266     | 67                 | 164              | 35                   |